# 聖帕爾滕

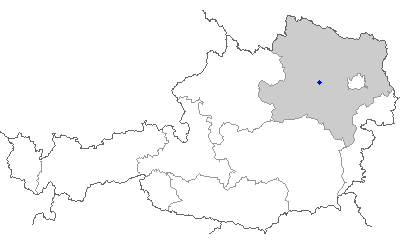
聖帕爾滕的位置 (藍點)，灰色陰影為下奧地利

圣珀尔滕（德語發音：[zaŋkt ˈpœltn̩] ⓘ）是奥地利下奧地利州的法定城市，人口49,121 (2001)。聖帕爾滕在1986年成為下奧地利州的首府，是奧地利最年輕的首府。

## 景点
- 圣母升天主教座堂
- 市政厅广场
  - 聖波爾坦市政廳
  - 方济各会教堂
- 聖波爾坦節日劇院

## 姐妹城市

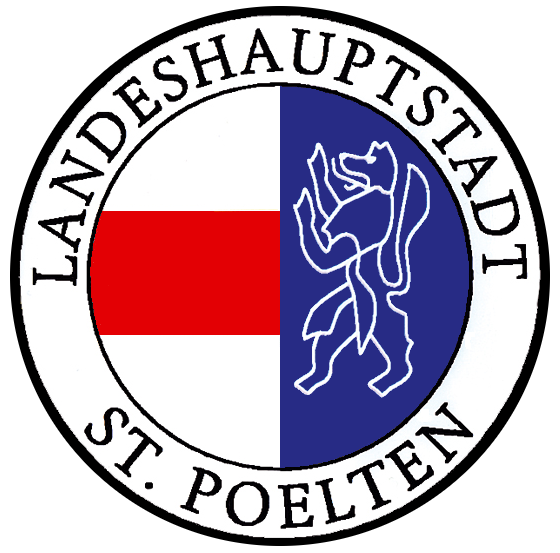
市徽

- 中國武漢
- 日本倉敷市
- 法國 克利希
- 捷克布爾諾
- 德國海登海姆
- 美国賓夕法尼亞州阿爾圖納

## 外部連結
官方網站 （页面存档备份，存于）